# Rézidiente
Rézidiente (en russe : Резидент), dans le domaine de l'espionnage soviétique et russe, est le chef de poste d'espionnage à l'étranger, dirigeant une antenne ou rézidientoura dite « légale » ou « illégale ».

## Responsabilité
Un rézidiente supervise plusieurs agents et le territoire couvert peut comprendre un pays en entier ou plusieurs pays.

## Statut

### Rézidiente «légal»
S'agissant des chefs d'antennes dites « légales », étant le responsable principal de son service dans le pays étranger le rézidiente agit toujours sous la couverture diplomatique et exerce son activité d'espionnage à partir d'une ambassade.
Il appartient officiellement au personnel diplomatique ou consulaire, par exemple en tant qu'attaché militaire, culturel ou commercial. Son immunité diplomatique le met à l'abri des lois du pays dans lequel il agit. Cependant, il peut être expulsé si le pays hôte estime qu'il ne respecte pas les ententes internationales.

### Rézidiente «illégal»
Un rézidiente « illégal » qui agit sans couverture diplomatique, en général sous un faux nom, et possède des faux documents.
Parmi les rézidientes « illégaux » les plus connus figurent William Fisher, et Konon Molody ou encore Richard Sorge, espion ayant travaillé au Japon pour le compte de l'URSS, qui utilisait son vrai nom.

### Rang militaire
Bien que le plus souvent colonel, dans les plus grandes antennes, le rézidiente peut avoir le rang d'un général.